# 861 TCN
861 TCN là một năm trong lịch La Mã.